# Českomoravský kriketový svaz
Českomoravský kriketový svaz (ČMKS) je řídicím orgánem pro oblast kriketu v České republice. Svaz byl založen v roce 2000 a v současné době je pod něj zaregistrováno 21 klubů. ČMKS úzce spolupracuje s nejdůležitějším řídícím orgánem mezinárodního kriketu — Mezinárodní kriketovou radou (International Cricket Council / ICC).

## Historie
První kriketové utkání se v České republice uskutečnilo v roce 1997, kdyby byl v Praze založen Prague Cricket Club. 11. července 2004 se odehrál první mezinárodní zápas České reprezentace (proti Slovensku), Česká republika v něm porazila Slovensko o 75 bodů (runs). V letech 2009 (Korfu) a 2011 (Slovinsko) se národní tým zúčastnil oficiálních turnajů ICC.
Předchůdcem ČMKS byla v letech 2000-2005 Czech Cricket Union (CCU), Českomoravský Kriketový Svaz (ČMKS) byl založen v roce 2005.
V České republice jsou začátky kriketu spojeny především s cizinci a používáním angličtiny. Postupně roste zájem o překlad do českého jazyka (včetně pravidel) a o užívání češtiny také při zápasech, včetně i zapojení většího počtu českých hráčů. Také v reprezentaci dle ICC jsou stanoveny odpovíddající podmínky: v oficiálním národním týmu mohou působit hráči, kteří v České republice žijí více než sedm let (a kteří odehráli alespoň 50% ligových utkání nebo byly významným způsobem angažování v rozvoji kriketu v zemi) plus dva hráči, kteří zde žijí alespoň čtyři roky.

## Reprezentace
Česká republika měla v roce 2015 dva reprezentační týmy. Lvi (Lions) jsou vybíráni striktně podle nominačních zásad ICC, zatímco Orli (Eagles) jsou kombinací Čechů a hráčů, kteří se pohybují okolo reprezentace.

## Utkání
V současné době se v České republice pravidelně hrají tři ligy:
1. letní liga na 20 sad (overs)
2. letní liga na 40 sad (overs)
3. zimní indoor liga

### Mezinárodní závody
- Lions Trial Match
- Central Europe Cup
- Mezinárodní přátelská utkání

## Kluby v ČMKS
- Bohemian Cricket Club Prague
- Brno Cricket Club
- Budějovice Barracudas Cricket Club
- Liberec Cricket Academy
- Prague Barbarians Cricket Club
- Prague Cricket Club
- Ostrava Cricket Club
- Rugby Cricket Dresden
- Vinohrady Cricket Club
- Velvary Cricket Club
- Plzen Guardians Cricket Club

## Prezidenti ČMKS
- Karel Ziegler (2015? — 2016)
- Prakash Sadasivan Nair (2021? — současnost)

### Předsedové ČMKS
- Chris Pearce (2015? — 2016)
- Michael Londesborough (2023 — současnost)